# Solanum aphyodendron
Solanum aphyodendron är en potatisväxtart som beskrevs av Sandra Diane Knapp. Solanum aphyodendron ingår i släktet skattor som ingår i familjen potatisväxter. Inga underarter finns listade i Catalogue of Life.